# Патентне відомство Японії
35°40′16″ пн. ш. 139°44′46″ сх. д. / 35.671° пн. ш. 139.746° сх. д.
Патентне відомство Японії (特許庁, Токкьохьо; JPO) — це урядове агентство Японії, яке відповідає за питання промислової власності та підпорядковується Міністерству економіки, торгівлі та промисловості. Патентне відомство Японії розташоване в Касуміґасекі, Тійода, Токіо, і є одним з найбільших патентних відомств світу. Місія Патентного відомства Японії полягає у сприянні зростанню японської економіки та промисловості шляхом застосування законів, що стосуються патентів, корисних моделей, промислових зразків та торгових марок. Питання авторського права веде Агентство з питань культури.
Чинним комісаром JPO є Коічі Хамано.

## Інтернет-ресурси
- Japan Patent Office (англ.)